# سرپسکا
سرپسکا (به لاتین: Srpska) یک منطقهٔ مسکونی در مونته‌نگرو است که در پودگوریسا کاپیتال سیتی واقع شده‌است. سرپسکا ۸۸۰ نفر جمعیت دارد.